# Octeville (Cherbourg-en-Cotentin)
Octeville is een plaats in het Franse departement Manche, gelegen in de gemeente Cherbourg-en-Cotentin. Octeville ligt ten zuidwesten van het stadscentrum van Cherbourg, iets meer landinwaarts.

## Geschiedenis
De oudste vermelding van de plaatsnaam gaat terug tot 1063 in een document van Willem de Veroveraar. De naam betekent "domein van Otti", een Scandinavische jongensnaam die ook nog aanwezig is in de plaatsnamen Octeville-l'Avenel en Octeville-sur-Mer.
Het dorp Octeville werd een gemeente na de Franse Revolutie. In 1801 werd de gemeente hoofdplaats van een kanton. Octeville bleef eeuwenlang landelijk, maar in de 19de eeuw groeide het dorp, onder meer door de toestroom van arbeiders voor de bouw van de haven van Cherbourg. Vanaf halverwege de 20ste eeuw werd het grondgebied sterk verstedelijkt.
In 1970 groepeerde Octeville zich met Cherbourg, La Glacerie, Tourlaville, Querqueville en Équeurdreville-Hainneville in het intergemeentelijk samenwerkingsverband Communauté urbaine de Cherbourg. In 2000 fuseerde de gemeente met Cherbourg om Cherbourg-Octeville te vormen. Octeville telde op dat moment ongeveer 17.000 inwoners, ruim 8.000 minder dan Cherbourg.
Octeville was een zelfstandige gemeente tot 2000, toen het samen met het grotere Cherbourg de gemeente Cherbourg-Octeville vormde. De plaats was deel van het kanton Cherbourg-Octeville-Sud-Ouest, het oorspronkelijke kanton Octeville. Het kanton werd op 22 maart 2015 opgeheven. Het grootste deel van Octeville werd ingedeeld bij het kanton Cherbourg-Octeville-3, het kleinere noordelijke deel bij  het kanton Cherbourg-Octeville-1.

## Politiek
De laatste burgemeester van Octeville was Bernard Cazeneuve. Bij de gemeenteverkiezingen in 2001, een jaar na de fusie, werd hij verkozen tot burgemeester van fusiegemeente Cherbourg-Octeville.

## Bezienswaardigheden
- De beschermde kerk Eglise Saint-Martin.

Cherbourg · Équeurdreville · La Glacerie · Hainneville · Octeville · Querqueville · Tourlaville

Voormalige gemeenten: Cherbourg-Octeville · Équeurdreville-Hainneville